# 德米特里·佩夫佐夫
德米特里·阿纳托利耶维奇·佩夫佐夫（羅馬化：Dmitriy Anatol'yevich Pevtsov；1963年7月8日—）俄罗斯演员，自 2021 年起担任莫斯科梅德韦德科沃选区国家杜马议员。他是新人党成员。
佩夫佐夫出生于莫斯科。他有犹太血统，他的祖父于1938年被内务人民委员部处决。